# Grške številke
Grške številke so seštevalni sistem označevanja števil, ki so ga uporabljali stari Grki. Izbrali so znake samo za nekatera števila. Znake za ostala pa so sestavili iz njih. Pomen števil so dali kar črkam abecede. Da so ločili črke in pisane besede od številk, so številkam dodali črtico. Število tri tisoč sedemstooseminosemdeset je sestavljeno iz števil: tri tisoč, sedemsto, osemdeset in osem. 
Tako so Grki zmanjšali število potrebnih znakov. Vsa števila do sto so lahko označili s številkami, ki so jih sestavili iz osemnajstih osnovnih znakov. Za oznako števil do tisoč so potrebovali sedemindvajset znakov. Če bi hoteli zaznamovati vsako, še tako veliko število, bi spet potrebovali neskončno mnogo znakov. 
Znaki za števila, kakor so jih zapisovali stari Grki:
| Črka              | Vrednost | Črka | Vrednost | Črka | Vrednost |
| ----------------- | -------- | ---- | -------- | ---- | -------- |
| α´                | 1        | ι´   | 10       | ρ´   | 100      |
| β´                | 2        | κ´   | 20       | σ´   | 200      |
| γ´                | 3        | λ´   | 30       | τ´   | 300      |
| δ´                | 4        | μ´   | 40       | υ´   | 400      |
| ε´                | 5        | ν´   | 50       | φ´   | 500      |
| Ϝ´ ali ς´ ali στ´ | 6        | ξ´   | 60       | χ´   | 600      |
| ζ´                | 7        | ο´   | 70       | ψ´   | 700      |
| η´                | 8        | π´   | 80       | ω´   | 800      |
| θ´                | 9        | Ϟ´   | 90       | Ϡ´   | 900      |

Primer: Ϡζ´ = 907

Grki danes v matematiki uporabljajo običajne (tako imenovane arabske) številke 0, 1, 2, 3, itd. Grške številke pa še vedno uporabljajo v situacijah, ko mi uporabljamo rimske številke - npr. pri označevanju vladarjev in papežev:
- Κωνσταντίνος Α΄ ο Μέγας = Konstantin I. Veliki
- Ναπολέων Γ΄ = Napoleon III.
- Ιωάννης Παύλος Β΄ = Janez Pavel II.
- Βενέδικτος ΙΣΤ΄ = Benedikt XVI.